# Gép

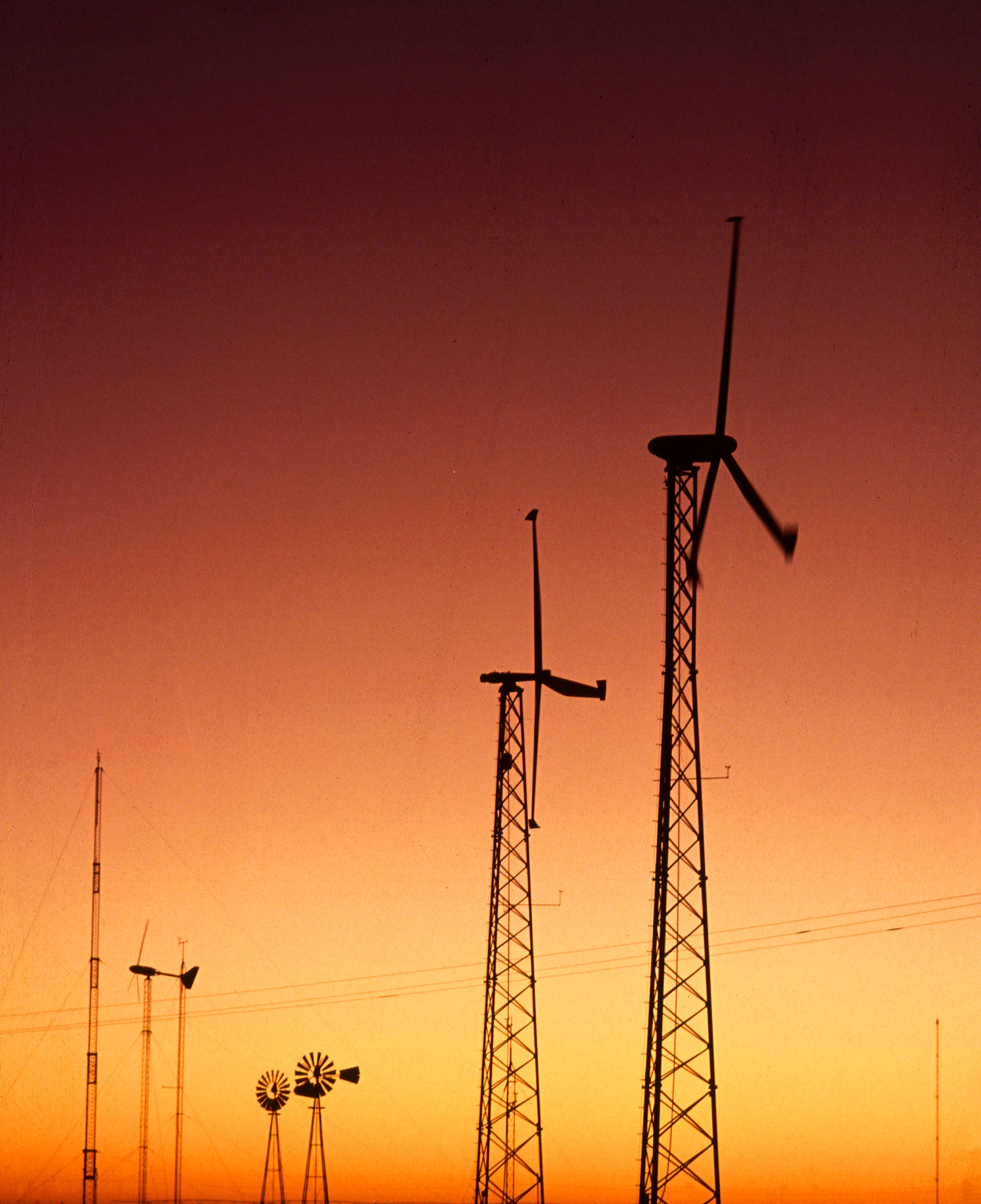
Szélerőművek

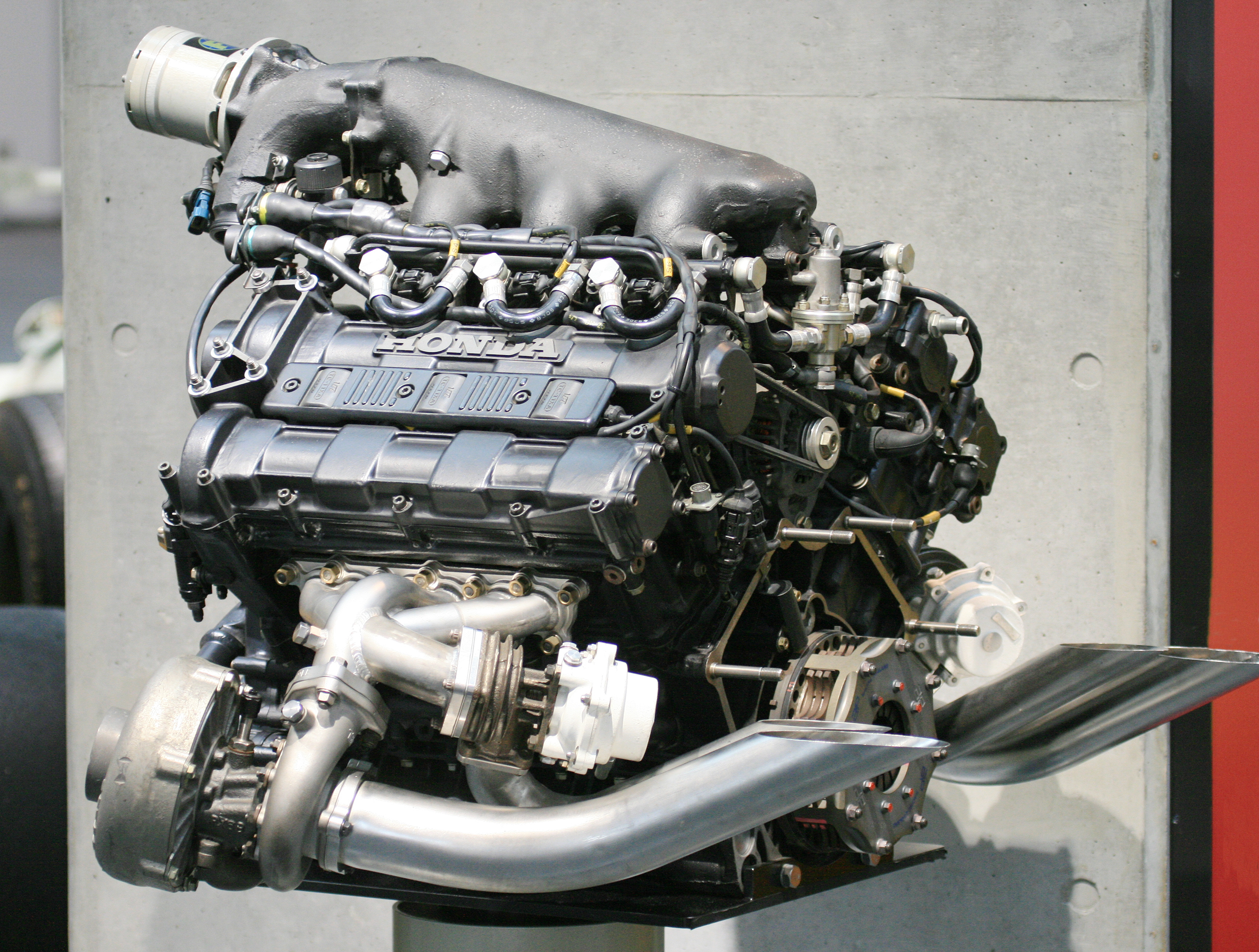
Honda autómotor

A gép olyan eszköz vagy szerkezet, amely az anyag mozgatására vagy megmunkálására (szerszámgép), esetleg energiatermelésre alkalmas (erőgép). Működése mechanikai elvre vezethető vissza. Mechanikai mozgás nélkül nem beszélhetünk gépről. Köznapi értelemben a szerszámmal szemben jellemzi az, hogy felépítése bonyolult, több mozgó alkatrészből áll, amelyek egyfajta mechanikai elven történő együttes munkájához külső energiaforrás szükségeltetik. A kategória definíciója azonban ennél jóval képlékenyebb: a tudomány gépeknek nevez olyan egyszerű szerkezeteket, mint a csiga vagy az emelő. A magyar nyelv szókincsében több, mechanikai munkavégzéssel nem jellemezhető, de emberi tevékenységet kiváltó technikai eszköz elnevezésében helyet kapott a gép utótag (pl. írógép, számológép, számítógép).
Az ember már története hajnalán igyekezett munkáját és életét szerszámok és gépek használatával egyszerűbbé tenni. Míg az erőátvitel elvén működő szerszámok és egyszerű gépek a munkavégzéshez szükséges emberi energiaráfordítást csökkentették, a gépek és a mégoly egyszerű gépelemek (mint például a kerék) a munka teljesítményét és hatásfokát soha nem látott mértékben sokszorozták meg. A gépek nagyarányú elterjedése a 18–19. században lezajlott ipari forradalomnak köszönhető, ekkor született meg a gépesített gyáripar Európában. Napjainkra a gépek szinte valamennyi emberi munkatevékenységben részt vállalnak, alkalmazási területüknek megfelelően megkülönböztethetőek háztartási gépek (konyhai, takarítási, kerti és barkácsgépek), mezőgazdasági és ipari gépek, járművek. Az ipari termelésben egyre nagyobb teret hódítanak a programozott, automatizált ipari robotok. A gépek üzemszerű előállítására szakosodott iparág a gépipar.

## A gépek és egyéb eszközök típusai
| Egyszerű gépek                 | lejtő, kerék, emelő, csiga, ék, csavar                                                                                         |                                                                       |
| Mechanikai alkotórészek        | fogaskerék, kötél, rugó, kerék, tengely, csapágy, gépszíj, tömítés, görgőscsapágy, lánc, fogasrúd és fogaskerék, kapocs, kulcs |                                                                       |
| Órák                           | atomóra, kronométer, ingaóra, kvarcóra                                                                                         |                                                                       |
| Gázkompresszorok és szivattyúk | archimédeszi csavar, hidraulikus dugattyú, szivattyú, tuyau, légszivattyú                                                      |                                                                       |
| Hőerőgépek                     | külső égésű motorok | gőzgép, Stirling-motor                                                |
| Hőerőgépek                     | belső égésű motorok | dugattyús kompresszor, Wankel-motor, sugárhajtómű, rakéta, gázturbina |
| Mechanikai kapcsolatok         | pantográf, Peaucellier–Lipkin                                                                                                  |                                                                       |
| Turbinák                       | gázturbina, sugárhajtómű, gőzturbina, vízturbina, szélerőmű, szélmalom (szélturbina)                                           |                                                                       |
| Szárnyprofil                   | vitorla, szárny, oldalkormány, fékszárny, légcsavar                                                                            |                                                                       |
| Elektronikus gépek             | Számítógépek | számológép, számítógép, analóg számítógép                             |
| Elektronikus gépek             | Elektronika | tranzisztor, dióda, kondenzátor, ellenállás, induktor                 |
| Egyéb                          | robot, árusító automata, szélcsatorna                                                                                          |                                                                       |